# Puchar Świata w narciarstwie alpejskim mężczyzn 1972/1973
Puchar Świata w narciarstwie alpejskim mężczyzn sezon 1972/1973 to 7 edycja tej imprezy. Cykl ten rozpoczął się we francuskim Val d’Isère 8 grudnia 1972 roku, a zakończył 24 marca 1973 roku w amerykańskim Heavenly Valley.

## Podium zawodów

### indywidualnie
| Lp  | Data             | Miejsce                | Konkurencja | Zwycięzca            | 2. miejsce                     | 3. miejsce             |
| 1.  | 8 grudnia 1972   | Val d’Isère            | gigant      | Piero Gros           | Erik Håker                     | Helmuth Schmalzl       |
| 2.  | 10 grudnia 1972  | Val d’Isère            | zjazd       | Reinhard Tritscher   | David Zwilling                 | Marcello Varallo       |
| 3.  | 16 grudnia 1972  | Val Gardena            | zjazd       | Roland Collombin     | Karl Cordin                    | David Zwilling         |
| 4.  | 17 grudnia 1972  | Madonna di Campiglio   | slalom      | Piero Gros           | Gustav Thöni                   | Christian Neureuther   |
| 5.  | 19 grudnia 1972  | Madonna di Campiglio   | gigant      | David Zwilling       | Adolf Rösti                    | Helmuth Schmalzl       |
| 6.  | 6 stycznia 1973  | Garmisch-Partenkirchen | zjazd       | Roland Collombin     | Philippe Roux Marcello Varallo |                        |
| 7.  | 7 stycznia 1973  | Garmisch-Partenkirchen | zjazd       | Roland Collombin     | Marcello Varallo               | Bernhard Russi         |
| 8.  | 13 stycznia 1973 | Grindelwald            | zjazd       | Bernhard Russi       | Roland Collombin               | Reinhard Tritscher     |
| 9.  | 14 stycznia 1973 | Wengen                 | slalom      | Christian Neureuther | Walter Tresch                  | Claude Perrot          |
| 10. | 15 stycznia 1973 | Adelboden              | gigant      | Gustav Thöni         | Hans Hinterseer                | Erik Håker             |
| 11. | 19 stycznia 1973 | Megève                 | gigant      | Henri Duvillard      | Hans Hinterseer                | Gustav Thöni           |
| 12. | 21 stycznia 1973 | Megève                 | slalom      | Christian Neureuther | Gustav Thöni                   | Walter Tresch          |
| 13. | 27 stycznia 1973 | Kitzbühel              | zjazd       | Roland Collombin     | Bernhard Russi                 | Bob Cochran            |
| 14. | 28 stycznia 1973 | Kitzbühel              | slalom      | Jean-Noël Augert     | Gustav Thöni                   | Andrzej Bachleda-Curuś |
| 15. | 3 lutego 1973    | St. Anton am Arlberg   | zjazd       | Bernhard Russi       | Franz Klammer                  | Philippe Roux          |
| 16. | 4 lutego 1973    | St. Anton am Arlberg   | slalom      | Gustav Thöni         | Christian Neureuther           | Henri Duvillard        |
| 17. | 11 lutego 1973   | St. Moritz             | zjazd       | Werner Grissmann     | Josef Walcher                  | Franz Klammer          |
| 18. | 2 marca 1973     | Mont-Sainte-Anne       | gigant      | Max Rieger           | Hans Hinterseer                | Franz Klammer          |
| 19. | 4 marca 1973     | Mont-Sainte-Anne       | slalom      | Gustav Thöni         | Ilario Pegorari                | Christian Neureuther   |
| 20. | 8 marca 1973     | Anchorage              | gigant      | Hans Hinterseer      | Adolf Rösti                    | Josef Pechtl           |
| 21. | 12 marca 1973    | Naeba                  | gigant      | Erik Håker           | Hans Hinterseer                | Adolf Rösti            |
| 22. | 15 marca 1973    | Naeba                  | slalom      | Jean-Noël Augert     | Christian Neureuther           | Ilario Pegorari        |
| 23. | 23 marca 1973    | Heavenly Valley        | slalom      | Jean-Noël Augert     | Bob Cochran                    | Tino Pietrogiovanna    |
| 24. | 24 marca 1973    | Heavenly Valley        | gigant      | Bob Cochran          | Erwin Stricker                 | Jean-Noël Augert       |

## Końcowa klasyfikacja generalna
| Miejsce | Zawodnik             | Punkty |
| ------- | -------------------- | ------ |
| 1.      | Gustav Thöni         | 166    |
| 2.      | David Zwilling       | 151    |
| 3.      | Roland Collombin     | 131    |
| 4.      | Hans Hinterseer      | 120    |
| 4.      | Christian Neureuther | 120    |
| 6.      | Bernhard Russi       | 106    |
| 7.      | Jean-Noël Augert     | 104    |
| 8.      | Bob Cochran          | 93     |
| 8.      | Franz Klammer        | 93     |
| 10.     | Piero Gros           | 91     |

### Zjazd (po 8 z 8 konkurencji)
| Miejsce | Zawodnik         | Punkty |
| ------- | ---------------- | ------ |
| 1.      | Roland Collombin | 120    |
| 2.      | Bernhard Russi   | 96     |
| 3.      | Marcello Varallo | 64     |
| 4.      | Franz Klammer    | 62     |
| 4.      | David Zwilling   | 62     |

### Slalom gigant (po 8 z 8 konkurencji)
| Miejsce | Zawodnik        | Punkty |
| ------- | --------------- | ------ |
| 1.      | Hans Hinterseer | 105    |
| 2.      | Erik Håker      | 71     |
| 3.      | Adolf Rösti     | 66     |
| 4.      | Piero Gros      | 55     |
| 5.      | Gustav Thöni    | 55     |

### Slalom (po 8 z 8 konkurencji)
| Miejsce | Zawodnik             | Punkty |
| ------- | -------------------- | ------ |
| 1.      | Gustav Thöni         | 110    |
| 2.      | Christian Neureuther | 105    |
| 3.      | Jean-Noël Augert     | 86     |
| 4.      | Walter Tresch        | 57     |
| 5.      | Ilario Pegorari      | 38     |

### Drużynowo
| Miejsce | Kraj       | Punkty |
| ------- | ---------- | ------ |
| 1.      | Austria    | 635    |
| 2.      | Włochy     | 505    |
| 3.      | Szwajcaria | 449    |
| 4.      | Francja    | 230    |
| 5.      | RFN        | 183    |